# Ото (Япония)
Ото (яп. 大任町 О:то:-мати) — посёлок в Японии, находящийся в уезде Тагава префектуры Фукуока. Площадь посёлка составляет 14,24 км², население — 5222 человека (1 августа 2014), плотность населения — 366,71 чел./км².

## Географическое положение
Посёлок расположен на острове Кюсю в префектуре Фукуока региона Кюсю. С ним граничат город Тагава, посёлки Кавара, Соэда, Кавасаки и село Ака.

## Население
Население посёлка составляет 5222 человека (1 августа 2014), а плотность — 366,71 чел./км². Изменение численности населения с 1980 по 2005 годы:
| 1980 | 6653 чел. |  |
| 1985 | 6943 чел. |  |
| 1990 | 6628 чел. |  |
| 1995 | 6196 чел. |  |
| 2000 | 5943 чел. |  |
| 2005 | 5741 чел. |  |

## Символика
Деревом посёлка считается сосна, цветком — репа, птицей — Zosterops japonicus.